# Пхьяпоун
Пхьяпо́ун (бирм. ဖျာပုံမြို့) — город на юго-западе Мьянмы, на территории административного округа Иравади. Административный центр одноимённого района.

## Географическое положение
Город находится в юго-восточной части провинции, на берегу одного из рукавов дельты реки Иравади, на расстоянии приблизительно 382 километров к юго-юго-западу (SSW) от столицы страны Нейпьидо. Абсолютная высота — 16 метров над уровнем моря.

## Население
По данным официальной переписи 1983 года численность населения составляла 39 862 человек.
Динамика численности населения города по годам:
| 1983   | 2013   |
| ------ | ------ |
| 39 862 | 76 741 |

## Экономика
Основным продуктом городского экспорта является рис. Также в Пхьяпоуне производят дизельные электростанции.

Ближайший аэропорт расположен в городе Янгон.

## В культуре
Упоминается в книге братьев Стругацких «Волны гасят ветер» как место жительства одного из возможных сверхлюдей — люденов: «Йо Ника, 48 лет, пряха-дизайнер, комбинат „Иравади“, Пхьяпоун».